# Atelier Stockholm

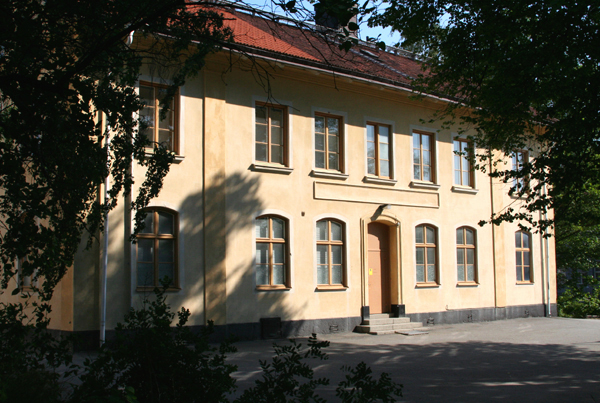
Atelier Stockholm

Atelier Stockholm var en konstskola i Solna. År 2015 flyttade skolan till Simrishamn och bytte namn till Swedish Academy of Realist Art.
En föregångare till Atelier Stockholm, Pantura Studios i USA, grundades 2001 av Hans Peter Szameit och hans fru Sanna Tomac. Skolan flyttade 2006 till Stockholm och bytte namn till Atelier Stockholm.
Atelier Stockholm utbildade i ritning och målning utifrån traditionella tekniker.

## Fotogalleri

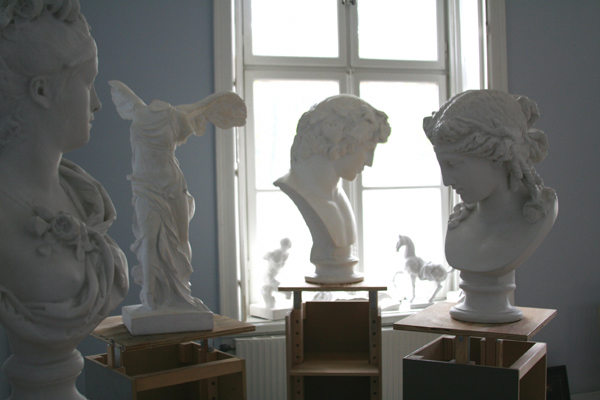
Interiör
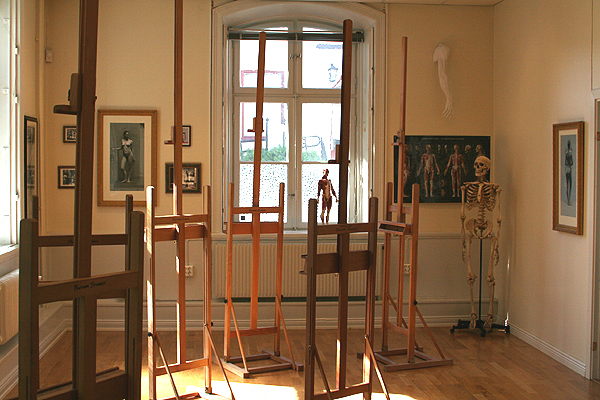
Interiör
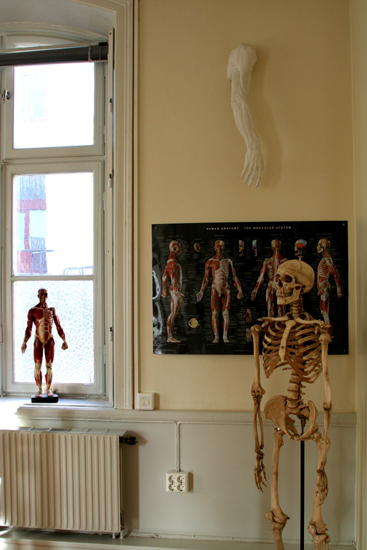
Interiör
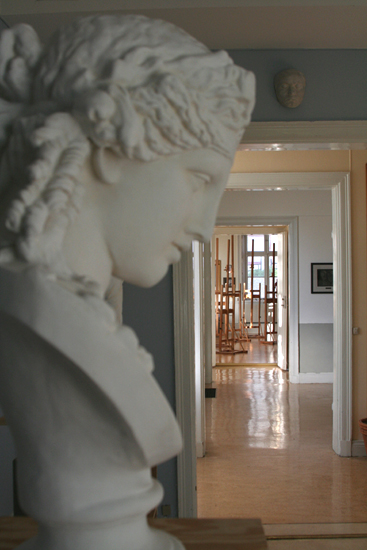
Interiör